# Akyn
Ein Akyn (kirgisisch акын, auch Aqyn) ist ein Volksdichter und Volksmusiker in Kasachstan und Kirgisistan. Akyn treten bei Wettbewerben gegeneinander an und unterhalten auf Hochzeiten und anderen Gelegenheiten die Gäste mit dem Spielen der dreisaitigen Langhalslaute komuz und dem Vortragen von Sprechgesängen.
Akyn haben in ihren eigenen Liedern auch politische Themen im Repertoire. Sie können außerdem das kirgisische Nationalepos Manas in ihre Lieder einbeziehen, dieses Epos wird aber primär von einem Manastschi genannten Rezitator ohne instrumentale Begleitung vorgetragen.
Der epische Vortrag der Akyn wurde 2003 von der UNESCO zum Meisterwerk des mündlichen und immateriellen Erbes der Menschheit ernannt (seit 2008 Repräsentative Liste des immateriellen Kulturerbes der Menschheit).

## Bekannte Vertreter
- Abduwali Akimbekow
- Togolok Moldo
- Toktogul Satylganow
- Barpy Alykulow
- Schambyl Schabajuly